# Fairey Battle

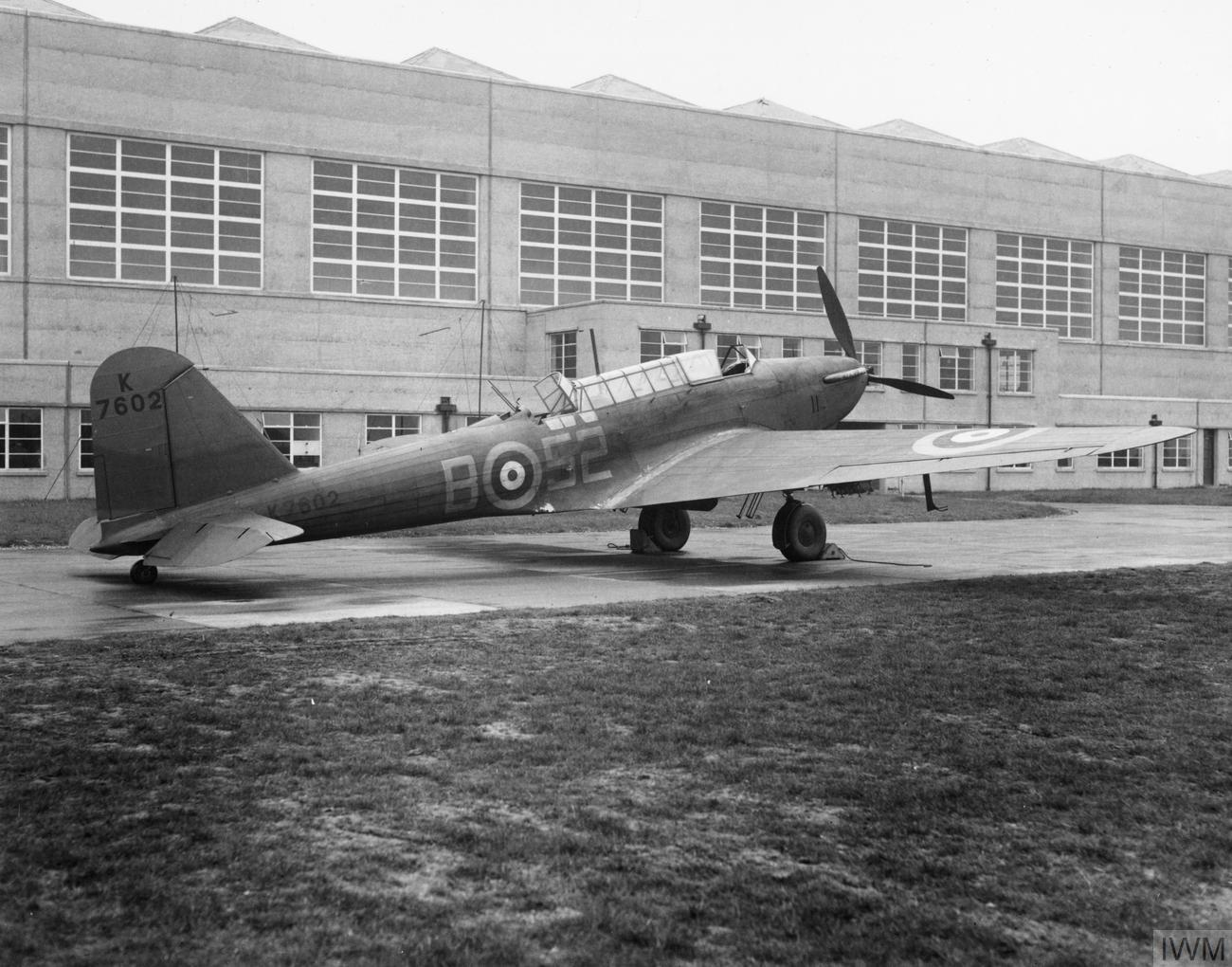
Battle Mk I przed wojną

Fairey Battle – brytyjski lekki samolot bombowy z okresu II wojny światowej, skonstruowany w 1936 roku w wytwórni Fairey Aviation Company. Jednosilnikowy trzymiejscowy dolnopłat o konstrukcji metalowej z chowanym podwoziem. Wyprodukowany w liczbie 2200 sztuk.
Służył bojowo w początkowym okresie II wojny światowej, głównie w brytyjskim lotnictwie Royal Air Force. Samoloty te były masowo używane jako dzienne bombowce podczas kampanii francuskiej w 1940 roku, ponosząc duże straty, po czym zostały przesunięte do działań nocnych i szkolenia. W 1939 roku były przewidziane na wyposażenie lotnictwa polskiego, lecz nie zostały dostarczone przed wybuchem wojny, natomiast stanowiły następnie pierwsze wyposażenie polskich dywizjonów bombowych formowanych w Wielkiej Brytanii. Używane też przez lotnictwo belgijskie, greckie, tureckie i południowoafrykańskie. Wycofane ze służby operacyjnej po 1941 roku, pozostały masowo używane do szkolenia załóg do końca wojny, także w Kanadzie i Australii.

## Historia powstania
Na początku lat trzydziestych w dowództwie Royal Air Force (RAF) pojawiła się koncepcja budowy szybkiego lekkiego samolotu bombowego, który dzięki dużej prędkości lotu byłby trudno uchwytny dla samolotów myśliwskich. Miał on zastąpić w służbie przestarzałe dwupłaty Hawker Hart. Po zasięgnięciu opinii wytwórni lotniczych, w kwietniu 1933 roku brytyjskie Ministerstwo Lotnictwa (Air Ministry) ogłosiło specyfikację nr P.27/32 na skonstruowanie jednosilnikowego samolotu o dwuosobowej załodze i możliwości przenoszenia 1000 funtów (454 kg) bomb z prędkością przelotową 200 mil na godzinę (322 km/h) na odległość 1000 mil (1609 km). Swoje projekty przedstawiły cztery firmy, w tym biuro konstrukcyjne wytwórni Fairey Aviation Co. Ltd. w Hayes, bezskutecznie wcześniej starające się przekonać Ministerstwo do koncepcji samolotu dwusilnikowego, który łatwiej spełniałby założenia przy dostępnych wówczas silnikach. Projekt Fairey został oceniony jako najlepiej spełniający wymagania i 11 czerwca 1934 roku zamówiono budowę prototypu. Zamówiono ponadto prototyp samolotu Armstrong Whitworth A.W.29, który jednak nie trafił do produkcji.
Głównym konstruktorem zakładów Fairey, odpowiedzialnym za projekt, był Belg Marcel Lobelle. Samolot zaprojektowano w układzie dolnopłatu o aerodynamicznej smukłej sylwetce i nowoczesnej konstrukcji półskorupowej ze stopów lekkich, jako pierwszy taki projekt zakładów. Początkowo jako napęd przewidywano nowo opracowywany własny silnik rzędowy Fairey Prince P.12 o mocy 850 KM, lecz nie został on zaakceptowany przez władze lotnicze, wobec czego należało samolot przeprojektować pod najnowszy silnik widlasty zakładów Rolls-Royce – PV-12, późniejszy Merlin. Charakteryzował się dużą mocą 1030 KM (758 kW) i małym przekrojem poprzecznym, pozwalającym na uzyskanie opływowej sylwetki. Battle stał się przez to pierwszym samolotem, w którym użyto silników ze znanej później rodziny Merlin. Budowa prototypu jednak opóźniła się z uwagi na problemy z rozwojem silnika. Ponieważ główną ochroną samolotu przed myśliwcami miała być jego prędkość, początkowo dla zmniejszenia masy nie przewidziano uzbrojenia obronnego. W toku projektowania jednak Ministerstwo zażyczyło sobie dodania trzeciego członka załogi: strzelca-radiotelegrafisty; w konsekwencji dodano pojedynczy karabin maszynowy w kabinie strzelca z tyłu. Nie wymagało to dużych zmian w konstrukcji dzięki zastosowanej już wcześniej w toku prac projektowych długiej przeszklonej kabinie samolotu, zastępującej przewidziane początkowo osobne kokpity i zmniejszającej opór aerodynamiczny.
Prototyp samolotu (nr K4303) oblatał pilot Chris Staniland 10 marca 1936 roku na lotnisku fabrycznym Great West Aerodrome w Heathrow. 18 marca został zaprezentowany publicznie prasie. Podczas prób prototypu usunięto usterki i wprowadzono drobne zmiany w konstrukcji; zmieniono między innymi kształt osłony kabin. Samolot był oceniony jako wyjątkowo łatwy w pilotażu, a pilot miał wygodny kokpit, z dobrą widocznością do przodu. Odznaczał się też dobrą zwrotnością. Nowy bombowiec osiągał prędkość maksymalną 414 km/h, przewyższając istniejące wówczas samoloty tej klasy. W tamtym okresie już zdawano sobie jednak sprawę, że lekki bombowiec jednosilnikowy będzie miał zbyt mały udźwig bomb i niewystarczający zasięg, żeby atakować cele w Niemczech, będących prawdopodobnym przeciwnikiem. Mimo to, z uwagi na potrzebę posiadania jakichkolwiek nowoczesnych bombowców, jeszcze w połowie 1935 roku, przed ukończeniem prototypu, lotnictwo brytyjskie złożyło zamówienie „z deski kreślarskiej” na 155 sztuk, w ramach planu rozbudowy „C”. Wydano przy tym nową specyfikację P.23/35 dostosowaną do zmian wprowadzonych w konstrukcji. 2 kwietnia 1936 roku samolot otrzymał nazwę Battle (ang. bitwa; zarazem miasto w pobliżu Hastings, w hrabstwie East Sussex). 
Po oblocie prototypu, w maju 1936 roku rozszerzono zamówienie o 500 sztuk, w ramach planu rozbudowy „F”, według specyfikacji P.14/36, a w sierpniu tego roku o dalsze 400 według specyfikacji P.32/36. Produkcję tej ostatniej partii zlecono zakładom motoryzacyjnym Austin w ramach programu rozpraszania produkcji lotniczej ze względów bezpieczeństwa (tworzenia tzw. „fabryk-cieni”). Dalsze zamówienia złożono w 1938 i 1939 roku. RAF zamówił ogółem 2418 seryjnych samolotów tego typu, z czego zamówienia na 234 anulowano w listopadzie 1940 roku.

## Produkcja i rozwój

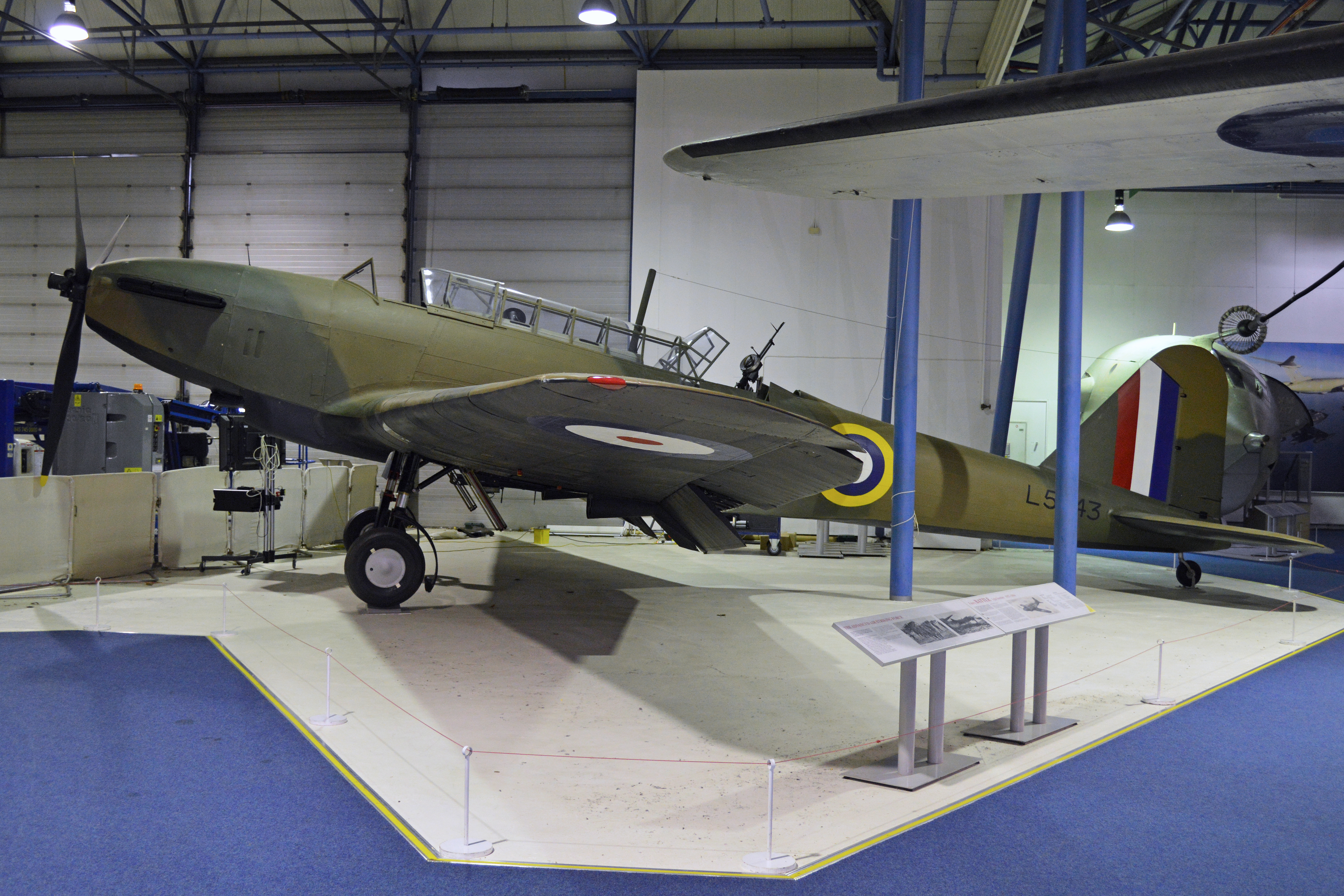
Fairey Battle w Muzeum RAF w Londynie

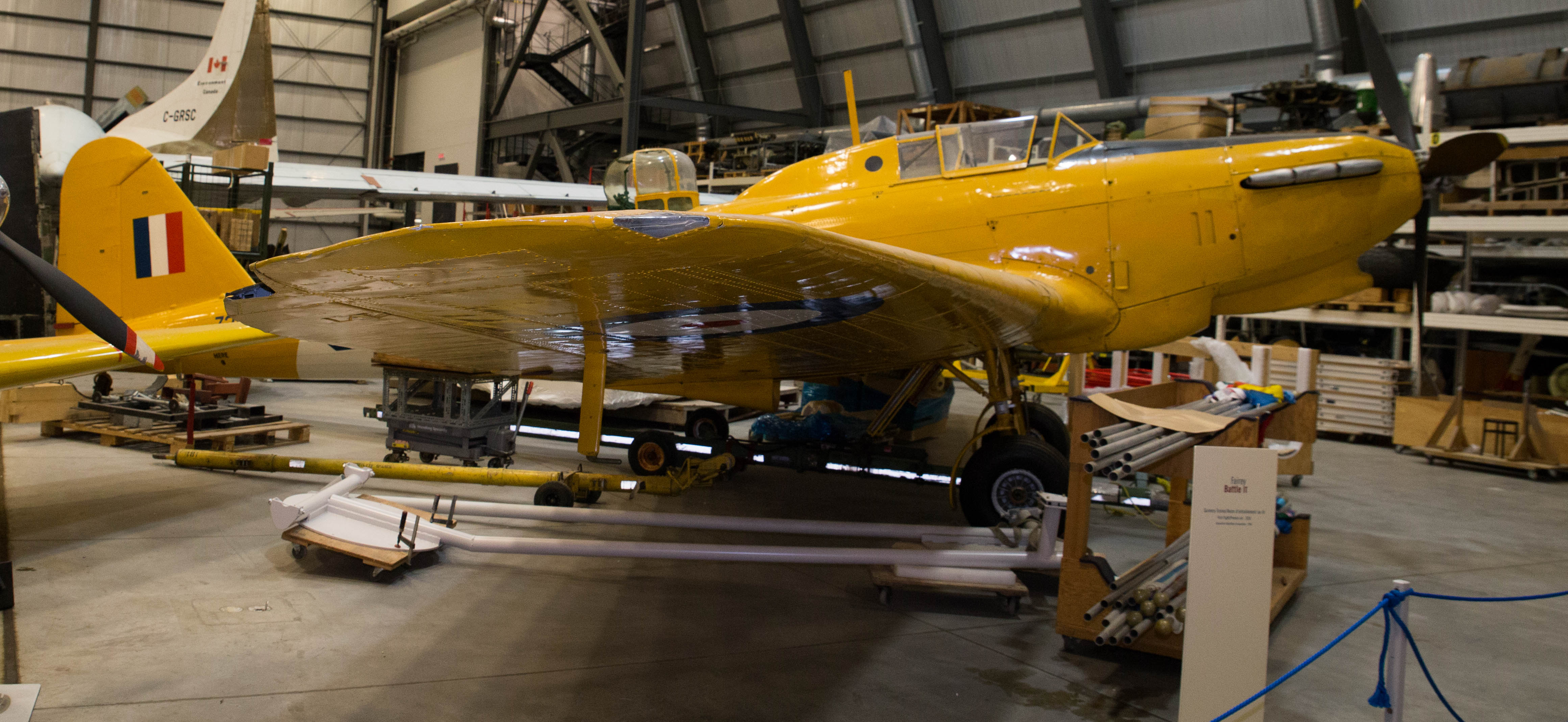
Battle Trainer w wersji z wieżyczką w Canada Aviation and Space Museum w Ottawie/Rockcliffe

Pierwszy seryjny Battle, wyprodukowany w nowych zakładach Fairey w Heaton Chapel (w północnej części Stockport), został oblatany 14 kwietnia 1937 roku. Od 1938 roku produkowały je także zakłady Austin w ich fabryce samolotów w Longbridge – pierwszy z nich oblatano 22 lipca 1938 roku. Wyróżniano tylko jedną brytyjską wersję produkcyjną bombowca: Battle Mk I, jednakże stosowano w nich różne wersje silnika Merlin: I (pierwszych 136), II, III (większość samolotów) i V (nieliczne). Miały one podobną moc, lecz wprowadzenie silników Merlin II zamiast pierwotnego Merlin I spowodowało znaczny wzrost niezawodności. Według niektórych publikacji, stosowano w małej liczbie także silniki Merlin IV. W 1937 roku dostarczono lotnictwu brytyjskiemu 81 Battle, w 1938 roku 337, a w 1939 roku 513. Ostatni seryjny Battle przekazano 2 września 1940 roku. W końcowym okresie produkcji produkowano także samoloty w wersji szkolnej oraz do holowania celów powietrznych. Wersja do holowania celów (Target Tug) powstała w lutym 1940 roku, lecz przebudowano też na nie część bombowców.
W 1938 roku 16 bombowców wyprodukowano w zakładach Fairey w Heaton Chapel na zamówienie Belgii, będącej jedynym odbiorcą zagranicznym przed wojną. Belgijskie samoloty napędzane były silnikami Merlin III i różniły się detalami, w tym wydłużonym do przodu chwytem powietrza do chłodnicy pod silnikiem. Dzięki gładszemu półbłyszczącemu lakierowaniu, ich prędkość uległa zwiększeniu o ok. 11 km/h.
Łącznie w latach 1936–1940 wyprodukowano 2185 samolotów Fairey Battle wszystkich wersji dla lotnictwa brytyjskiego (1 prototyp w Hayes, 1155 w Heaton Chapel i 1029 w Longbridge) i 16 dla Belgii (w Heaton Chapel), łącznie 2201.
Pojedyncze samoloty były wykorzystane do programu rozwoju innych silników, w tym gwiazdowych. W szczególności były testowane na nich silniki: doświadczalny Fairey Prince P.24 (rzędowy 24-cylindrowy, 2000 KM), Rolls-Royce Exe (rzędowy 24-cylindrowy w układzie X, 1200 KM), Napier Sabre (rzędowy), Napier Dagger VIII (rzędowy, 955 KM), Bristol Taurus TE1M (gwiazdowy, 1010 KM), Bristol Taurus III (gwiazdowy), Bristol Hercules II (gwiazdowy, 1300 KM), Bristol Hercules XI (gwiazdowy), Rolls-Royce Merlin XII (rzędowy, 1280 KM). Jeden egzemplarz Battle wyposażony w wieżę został w Kanadzie dostosowany do amerykańskiego silnika gwiazdowego Wright Cyclone GR-1820-G3B (840 KM) w celu przetestowania tej konfiguracji na wypadek trudności w dostawach silników Merlin.
Na konstrukcji Battle oparty został projekt nieco pomniejszonego i wzmocnionego szybkiego bombowca nurkującego, opracowanego przez Fairey w odpowiedzi na wymagania Ministerstwa Lotnictwa P.4/34 z 1934 roku. Program jego rozwoju doprowadził do powstania myśliwca morskiego Fairey Fulmar.
Wersje samolotu Fairey Battle:
- Mk I – wersja podstawowa bombowca (Bomber Mk I lub Mark I – model I)
- wersja eksportowa dla Belgii, z wydłużoną osłoną chłodnicy pod silnikiem (16 sztuk)[14]
- T (skrót od ang. Trainer) – wersja szkolna z dwoma osobnymi kabinami (200 sztuk)[14]
- TT (skrót od ang. Target Tug) – wersja do holowania celów powietrznych wyposażona we wciągarkę z turbiną napędzaną pędem powietrza na zewnątrz po lewej stronie zmodyfikowanej kabiny oraz pojemnik na holowany cel pod kadłubem[11]
- Gunnery Trainer – wersja do szkolenia strzelców pokładowych, przerobiona w Kanadzie w zakładach Fairchild w Quebecu przez zamontowanie za kabiną pilota wieżyczki strzeleckiej typu Bristol (około 200)[11].

## Służba

### Wielka Brytania i dominia

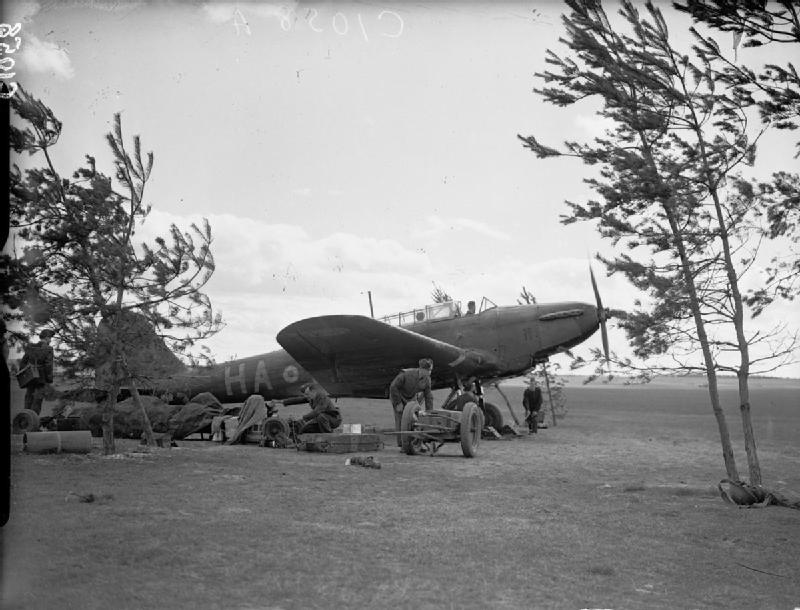
Battle 218. Dywizjonu na polowym lotnisku we Francji

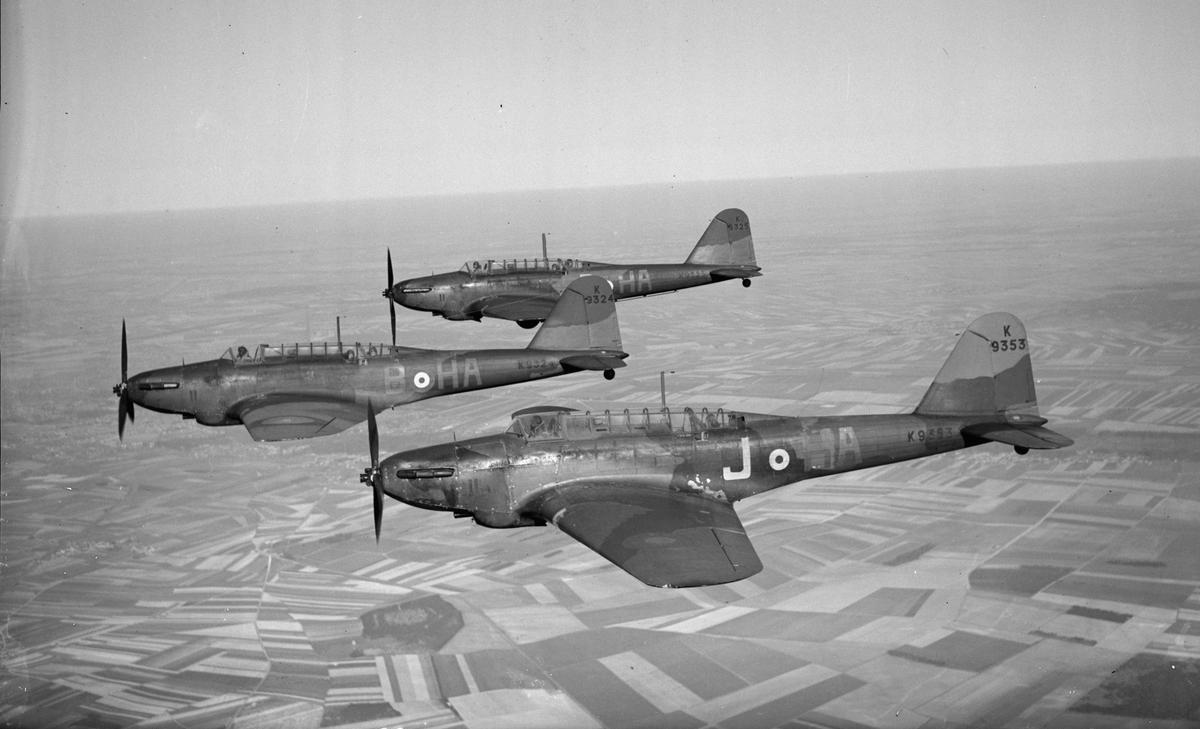
Formacja Battle 218. Dywizjonu nad Francją

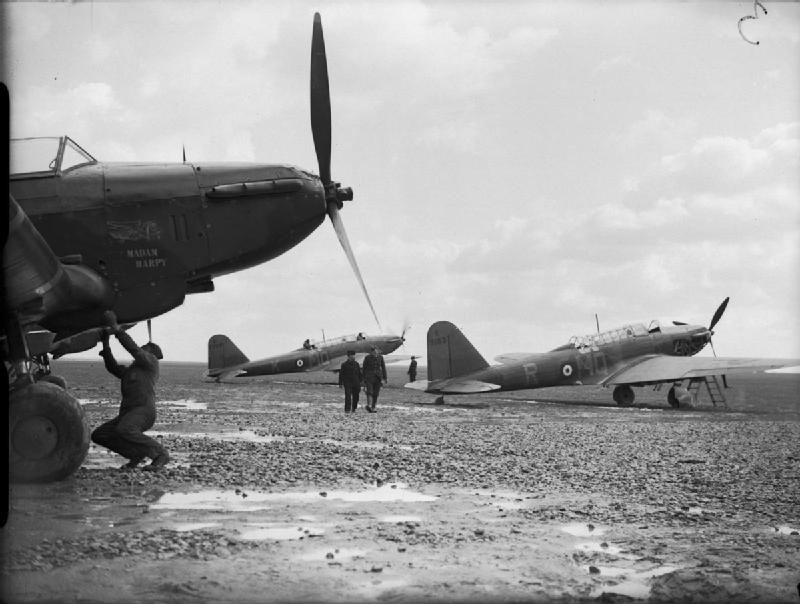
Battle 226. Dywizjonu na polowym lotnisku we Francji

#### Przed wojną
Samoloty Fairey Battle były systematycznie wprowadzane do dywizjonów bombowych RAF (ang. Squadron), począwszy od 63. Dywizjonu przezbrojonego z Hawker Audax w okresie między 20 maja a sierpniem 1937 roku. Do końca roku otrzymały je cztery dalsze dywizjony (w kolejności: 105, 226, 52 i 88), a w 1938 roku kolejne. Na koniec 1938 roku latało na nich 17 dywizjonów, w których znajdowały się 353 Battle (etatowo po 16 samolotów plus pięć zapasowych).  Po reorganizacji i zwiększeniu wiosną liczby samolotów w dywizjonach, w przeddzień II wojny światowej 31 sierpnia 1939 roku latało na nich 15 dywizjonów, dysponujących 472 samolotami, przy etatowym stanie 24 samoloty plus 8 zapasowych (faktyczny stan był różny). Z tego 10 dywizjonów tworzyło 1 Grupę Bombową (No.1 Group), a pozostałe wchodziły w skład 2, a od września 6 Grupy, służącej jako jednostka szkolna i rezerwowa.

#### Kampania francuska 1939–40
Brytyjskie samoloty Battle weszły do akcji w składzie Wysuniętych Powietrznych Sił Uderzeniowych (ang. Advanced Air Striking Force, AASF) stacjonujących we Francji w okresie od września 1939 roku do czerwca 1940 roku. Już 2 września 1939 roku przemieszczono do Francji na przygotowane lotniska polowe wszystkie 10 dywizjonów Battle 1 Grupy Bombowej (dywizjony: 12, 15, 40, 88, 103, 105, 142, 150, 218, 226). Zmianie uległy wówczas litery kodowe dywizjonów malowane na samolotach. Ich przewidywanym zadaniem były bombardowania strategiczne Zagłębia Ruhry z bliższej odległości niż z baz brytyjskich, w razie gdyby Niemcy rozpoczęli ofensywę bombową. Początkowo jednak, w okresie „dziwnej wojny”, aktywność sił powietrznych obu stron była ograniczona i stosowano je jedynie do lotów rozpoznawczych, głównie umocnień Linii Zygfryda, a także do zrzucania ulotek nad niemieckimi miastami. Dochodziło przy tym do walk z myśliwcami, w których Battle na ogół padały ofiarą. Pierwsze straty poniosły 20 września 1939 roku, gdy zostały zestrzelone dwa bombowce z trzysamolotowego klucza 88. Dywizjonu. Strzelec trzeciego samolotu nr K9243 Sgt. F. Letchford zgłosił natomiast zestrzelenie Messerschmitta Bf 109, co zostało uznane za pierwsze alianckie zwycięstwo powietrzne na froncie zachodnim, lecz nie znalazło potwierdzenia w niemieckich stratach. 27 września jednak strzelec Battle ze 103. Dywizjonu J.E. Summers zestrzelił Bf 109D-1 z JG 152, co było pierwszym potwierdzonym zwycięstwem RAF-u. Największe jednorazowe straty w tym okresie poniesiono 30 września 1939 roku, kiedy niemieckie myśliwce zestrzeliły cztery z pięciu Battle 150. Dywizjonu prowadzących rozpoznanie nad Saarbrücken i uszkodziły piąty, który rozbił się przy lądowaniu w bazie. Wykazało to nieprzydatność Battle do działań bez eskorty. Na skutek doświadczeń z walk i chęci wyeliminowania „ślepej strefy”, część samolotów (m.in. dywizjonów 150, 142 i 103) została zmodyfikowana przez prowizoryczny montaż ruchomego karabinu maszynowego Vickers K strzelającego w pewnym zakresie w dół przez dolny luk bombardiera. W grudniu natomiast dwa dywizjony (15 i 40) wycofano do Wielkiej Brytanii w celu przezbrojenia w Blenheimy.

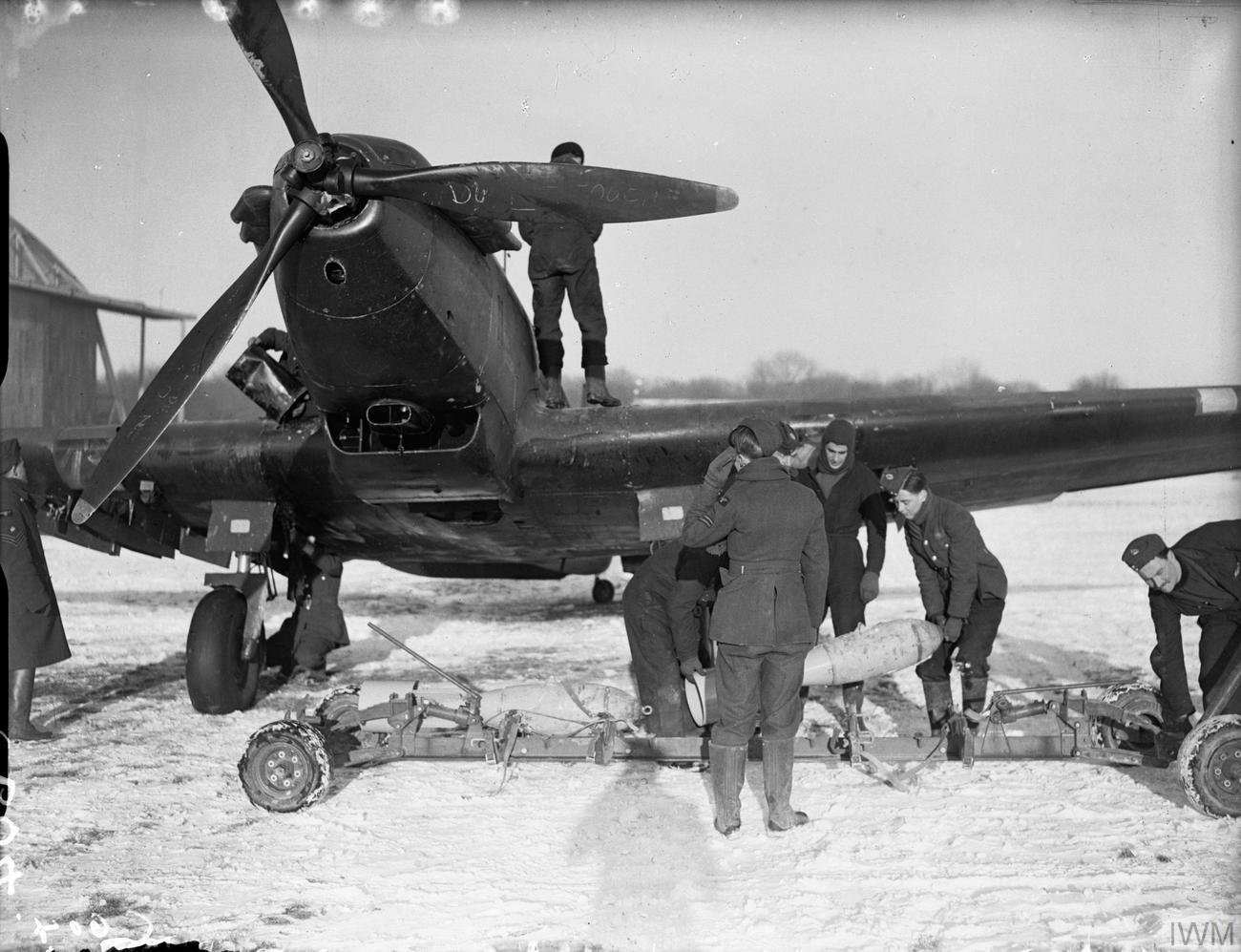
Obsługa samolotu Battle we Francji

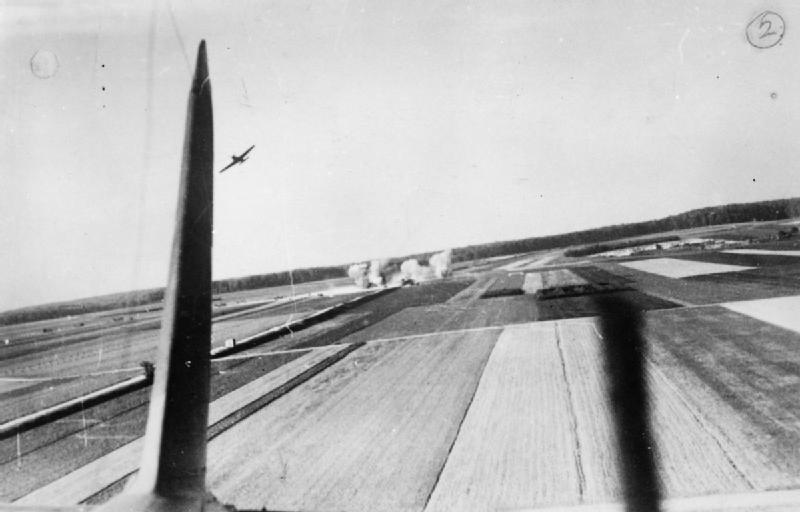
Zdjęcie z kabiny Battle po ataku

Po niemieckim ataku na Zachodzie 10 maja 1940 roku, samoloty Battle były używane w dziennych nalotach bombowych z małej wysokości przeciw niemieckim kolumnom wojska, bez osłony myśliwskiej. Na małej wysokości były mniej narażone na ataki myśliwców, lecz ponosiły duże straty od ognia maszynowego z ziemi. Już 10 maja stracono 13 z 36 użytych Battle, a następnego dnia 7 z 8 użytych. Wyjątkowo duże straty ponoszono przy atakach na mosty na niemieckich liniach komunikacyjnych, bez większych efektów operacyjnych. 12 maja, podczas ataku brytyjskich Battle 12. Dywizjonu na dwa mosty drogowe na kanale Alberta, obrona przeciwlotnicza i myśliwce zestrzeliły wszystkie pięć samolotów (według innych informacji, cztery). Most w Veldwezelt został uszkodzony, a dwóch lotników prowadzących wyprawę zostało pośmiertnie odznaczonych Krzyżami Wiktorii – pierwszymi w RAF podczas II wojny światowej. Poranny atak 10 Battle na mosty pontonowe pod Sedanem 14 maja zakończył się bez strat, dzięki bombardowaniu z większej wysokości i nienapotkaniu myśliwców. Największe straty jednak poniesiono w czasie powtórnych ataków na mosty pod Sedanem po południu tego dnia, kiedy spośród 63 użytych samolotów Fairey Battle wszystkich ośmiu dywizjonów (12, 88, 103, 105, 142, 150, 218, 226) stracono aż 35, zestrzelonych głównie przez myśliwce. Największe straty poniósł 218 Dywizjon: 10 z 11 samolotów. 105 Dywizjon stracił 6 z 12 samolotów, a 150 Dywizjon wszystkie cztery użyte. Dywizjony 218 i 105 następnie wycofano w celu przezbrojenia w Blenheimy.
Przyczyny tych strat wynikały z faktu, że w maju 1940 roku koncepcja, według której zaprojektowano samoloty Battle – bombardowanie z lotu poziomego w dzień, bez osłony myśliwców, była już przestarzała i nie przystawała do ówczesnego pola walki. Samolotów używano do ataków na cele punktowe (np. mosty), które były z reguły bardzo silnie bronione przez nieprzyjaciela. W stosunku do myśliwców niemieckich miały zbyt małą prędkość lotu i zwrotność oraz słabe uzbrojenie obronne. Nie miały też opancerzenia chroniącego załogę przed ogniem broni małokalibrowej. Z tych powodów zaprzestano lotów dziennych bez osłony myśliwskiej i do końca kampanii francuskiej używano ich do mniej skutecznych ataków nocnych na linie komunikacyjne. Do 15 czerwca wykonano ponad 200 lotów nocnych ze stratą tylko jednego samolotu, po czym ocalałe siły wycofano do Wielkiej Brytanii. Ogółem podczas kampanii francuskiej stracono około 150 samolotów Battle, w tym wszystkie belgijskie (opisane dalej). Według niektórych ocen, potencjał tkwiący w samolotach Battle jako bombowcach taktycznych został zmarnowany, gdyż przy zapewnieniu im osłony myśliwskiej, ich flota byłaby znacznie bardziej skuteczna i mogła wywrzeć realny wpływ na powstrzymanie niemieckiej ofensywy przez Ardeny. W tym celu rozwój samolotu powinien był obejmować doposażenie w lekkie opancerzenie kabin i samouszczelniające się zbiorniki paliwa – co postulowano, a załogi powinny być szkolone pod kątem bombardowań taktycznych, w tym z płytkiego lotu nurkowego. W założeniach brytyjskiego Sztabu Lotniczego jednak nie przewidywano wówczas bombowców taktycznych, a lekkie bombowce miały być stosowane podobnie, jak bombowce wielosilnikowe, głównie do bombardowania celów przemysłowych i militarnych na zapleczu wroga z lotu poziomego. Straty samolotów Battle używanych w roli taktycznej zostały uznane za potwierdzenie tego poglądu, czego następstwem stało się przejście do działań nocnych i późniejsze ich zastąpienie średnimi bombowcami Wellington. Wielkie straty poniesione podczas kampanii francuskiej zostały w konsekwencji przypisane nie błędnej taktyce użycia, tylko domniemanej przestarzałości konstrukcji Battle, co nie odpowiadało prawdzie. Podobne straty ponosiły jednak także inne lekkie bombowce, gdy były używane bez osłony myśliwskiej, nie wyłączając niemieckich Junkers Ju 87.

#### Dalsze użycie bojowe w lotnictwie brytyjskim i dominiów 1940–1941
W trakcie ataków przeciwko niemieckim przygotowaniom do inwazji na Anglię, towarzyszącym bitwie o Anglię, samoloty Battle były używane już wyłącznie do działań w nocy przeciw celom na kontynencie, w których ponosiły mniejsze straty. Używały ich nadal brytyjskie dywizjony 1 Grupy operujące z Anglii: 12, 103, 142 i 150. Pierwszy nalot, na zbiorniki paliwa w Rotterdamie, miał miejsce 21/22 lipca. Już od 17 sierpnia dywizjony 12 i 142 prowadziły naloty na porty w okupowanej Francji (były one czasowo przydzielone do lotnictwa przybrzeżnego – RAF Coastal Command, potem wróciły do 1 Grupy). Od 7 września, w związku z bezpośrednim zagrożeniem inwazją, brytyjskie bombowce, w tym Battle, prowadziły nocne bombardowania z małej wysokości 2000–3000 m barek desantowych i okrętów przygotowanych do inwazji w portach Francji i Belgii, jak Calais, Boulogne-sur-Mer i Ostenda. Od połowy września dołączyły do nich polskie dywizjony 300 i 301. Do 27 września, kiedy zakończyły się intensywne bombardowania portów, Battle wykonały około 150 misji w tym celu (mniej od innych typów bombowców brytyjskich). Ostatnie naloty na samolotach Battle miały miejsce 15/16 października 1940 roku (dywizjony 12 i 142 na Calais oraz 301 na Boulogne). W roli bombowców nocnych zostały zastąpione następnie w tych dywizjonach przez średnie bombowce Vickers Wellington.
Battle używane były jeszcze do 1941 roku do patrolowania wybrzeży Irlandii Północnej przed nieprzyjacielską infiltracją, przez dywizjony 88 i 226 operujące z Belfastu. Dywizjony te były przy tym przewidziane do walki w razie inwazji Niemiec na Irlandię i od września ich załogi szkoliły się do bezpośredniego wsparcia sił lądowych. Najdłużej – do lipca 1941 roku samolotów tych używał operacyjnie 98 Dywizjon RAF, przeniesiony w lipcu 1940 roku w skład 15. Grupy Dowództwa Lotnictwa Przybrzeżnego (RAF Coastal Command). Operowały one z Reykjavíku na Islandii, używane do patrolowania morskiego przeciw okrętom podwodnym i osłony konwojów.
Niewielką liczbę Battle nabyło lotnictwo Związku Południowej Afryki i używało ich bojowo w działaniach w Afryce wschodniej w latach 1940–1941. Pierwszy samolot tego typu był używany przez dowódcę 11. Dywizjonu SAAF do rozpoznania fotograficznego, lecz został zestrzelony nad Somali Włoskim 19 czerwca 1940 roku. Dywizjon ten został następnie do 19 sierpnia wyekwipowany w całości w Battle i uczestniczył do czerwca 1941 roku w walkach we Włoskiej Afryce Wschodniej. Dwa samoloty używane były też tam przez 12 Dywizjon. Samoloty Battle 11. Dywizjonu zostały następnie przekazane do 15. Dywizjonu SAAF, który używał ich do sierpnia 1941 roku.
Według części źródeł, bombowców Battle używały także kanadyjskie dywizjony 111 i 122. Przejściowo część Battle dostarczonych do Australii wchodziła także na wyposażenie różnych australijskich dywizjonów bojowych (w tym 12, 22, 35). Brak jednak informacji, żeby były w tym charakterze używane bojowo.

#### Użycie do szkolenia i celów pomocniczych

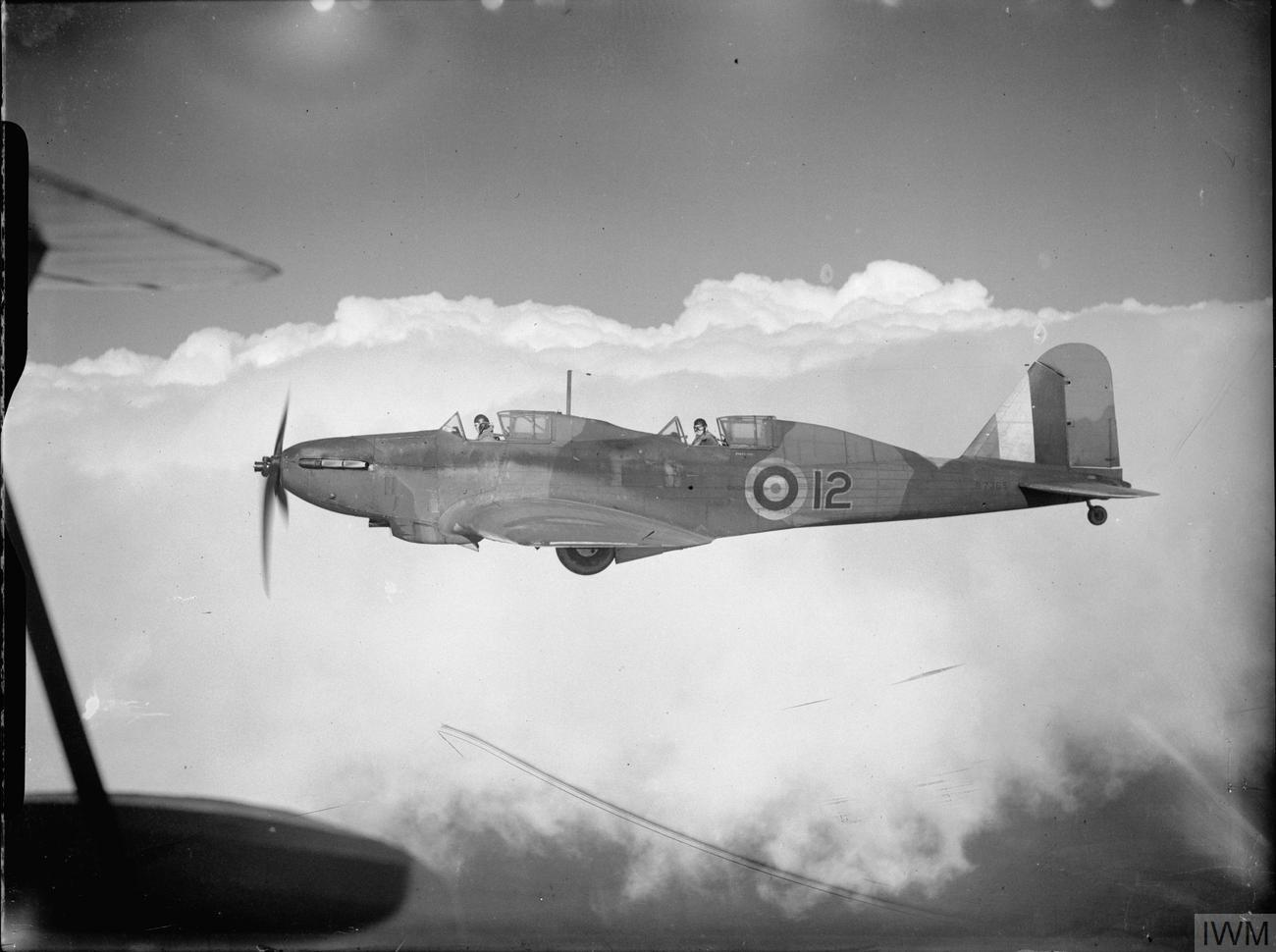
Battle Trainer

Od początku samoloty Battle były używane do szkolenia ich załóg, w tym pilotów, dzięki możliwości wyposażenia w podwójne sterownice, z miejscem instruktora z tyłu. Dzięki łatwości pilotażu i stosunkowo wysokim osiągom, od 1940 roku zaczęto ich używać także do szkolenia pilotów na inne typy nowych samolotów jednosilnikowych, także myśliwskich, co następnie stało się ich głównym przeznaczeniem. Używano ich też do nauki bombardowania. Wycofane z jednostek bojowych samoloty były kierowane do szkół lotniczych i ośrodków treningu operacyjnego (OTU) w Wielkiej Brytanii i jej dominiach. Pojedyncze samoloty przydzielane były też do celów treningowych do dywizjonów myśliwskich. Ponieważ w standardowej odmianie instruktor siedzący z tyłu miał ograniczoną widoczność, ostatnie 200 samolotów wyprodukowano w specjalnej wersji Battle Trainer do szkolenia pilotów, z dwoma osobnymi kabinami oprofilowanymi od tyłu nieprzezroczystymi owiewkami. W wersji Target Tug samoloty Battle służyły natomiast w szkołach do holowania celów, dla ćwiczenia walk powietrznych. Używano ich też do innych zadań pomocniczych i testów. Trzy samoloty Battle używane były też do celów pomocniczych przez brytyjskie lotnictwo marynarki wojennej (Fleet Air Arm).
Począwszy od sierpnia 1939 roku, 740 samolotów przekazano Kanadzie, w której były używane do szkolenia załóg w ramach szeroko zakrojonego Planu Szkolenia Lotniczego Wspólnoty Brytyjskiej (Commonwealth Air Training Plan, CATP). Około 200 z nich wyposażono w Kanadzie w wieżyczki strzeleckie Bristol do szkolenia strzelców. Samoloty te otrzymały także następnie w celach szkolenia pilotów Australia i Związek Południowej Afryki. Australia otrzymała między kwietniem 1940 a grudniem 1943 roku 366 samolotów, a ostatnie były używane do szkolenia do 1949 roku. Południowa Afryka otrzymała w 1942 roku około 150 szkolnych Battle. Niewielka liczba trafiła także jako holowniki celów do szkoły w Karaczi w Indiach.

### Belgia

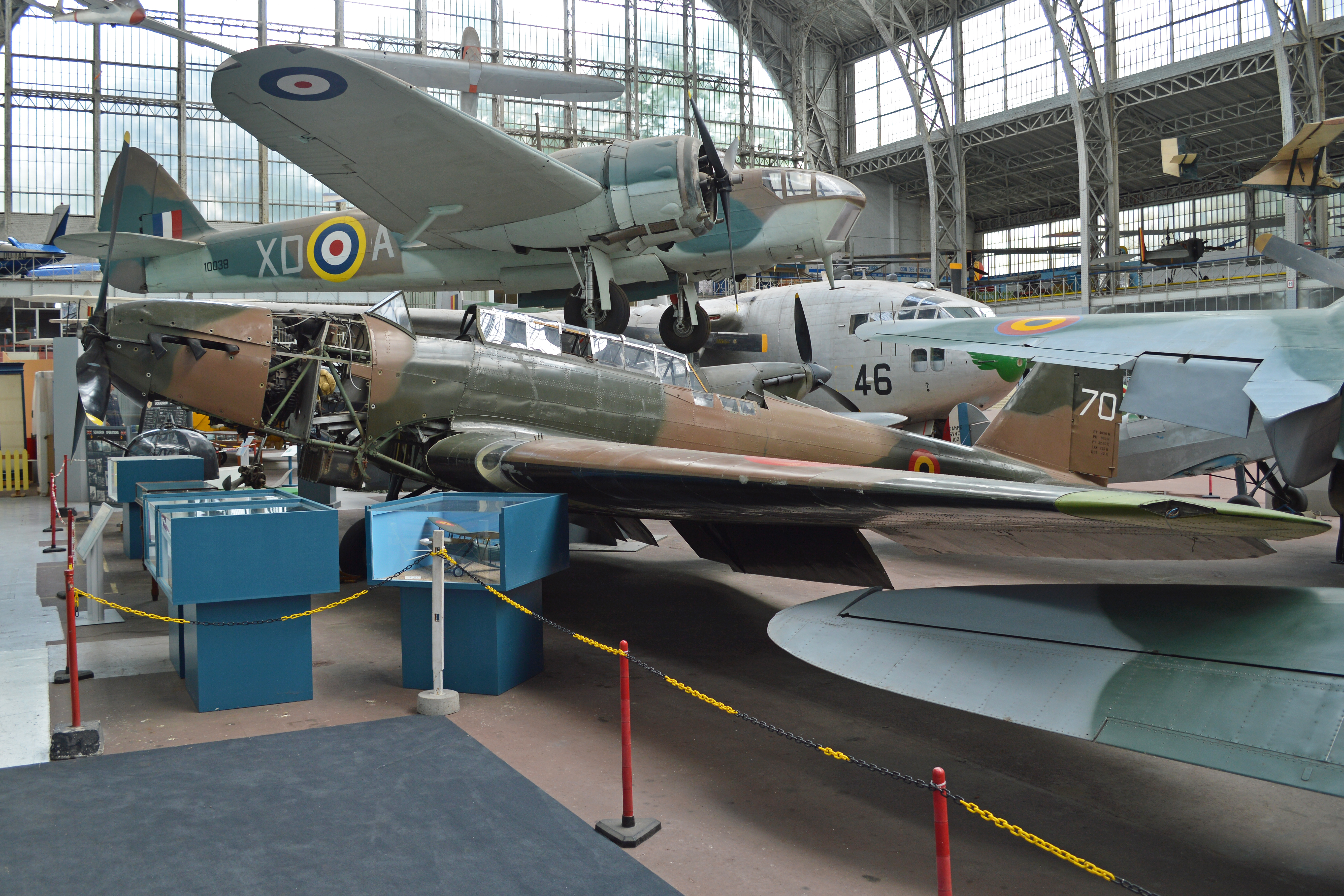
Fairey Battle (brytyjski) w belgijskich barwach w Muzeum Lotnictwa w Brukseli

W 1938 roku Belgia zakupiła 16 wyprodukowanych specjalnie dla niej bombowców, które weszły w skład 5. Eskadry III Grupy, bazującej w Evere. W chwili niemieckiego ataku 10 maja 1940 roku pozostało ich 14, po utracie dwóch samolotów. Dzieliły następnie losy brytyjskich samolotów tego typu. Podczas nalotu belgijskich Battle na trzy mosty na kanale Alberta w Belgii 11 maja 1940 roku, będącego ich jedyną większą akcją, stracono 6 z 9 maszyn. Pozostałe uczestniczyły w dalszych walkach i lotach rozpoznawczych do 18 maja, kiedy ostatni został zbombardowany na lotnisku w Aalter.

### Polska

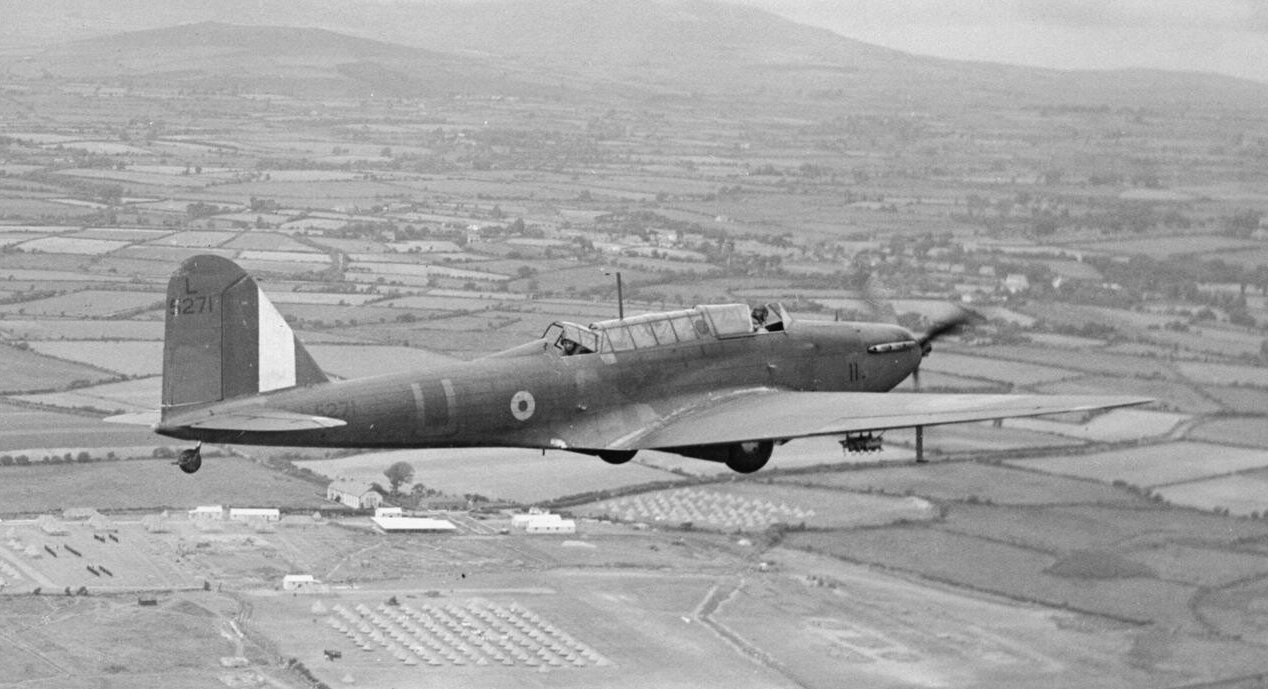
Battle polskiej jednostki szkolnej w Wielkiej Brytanii

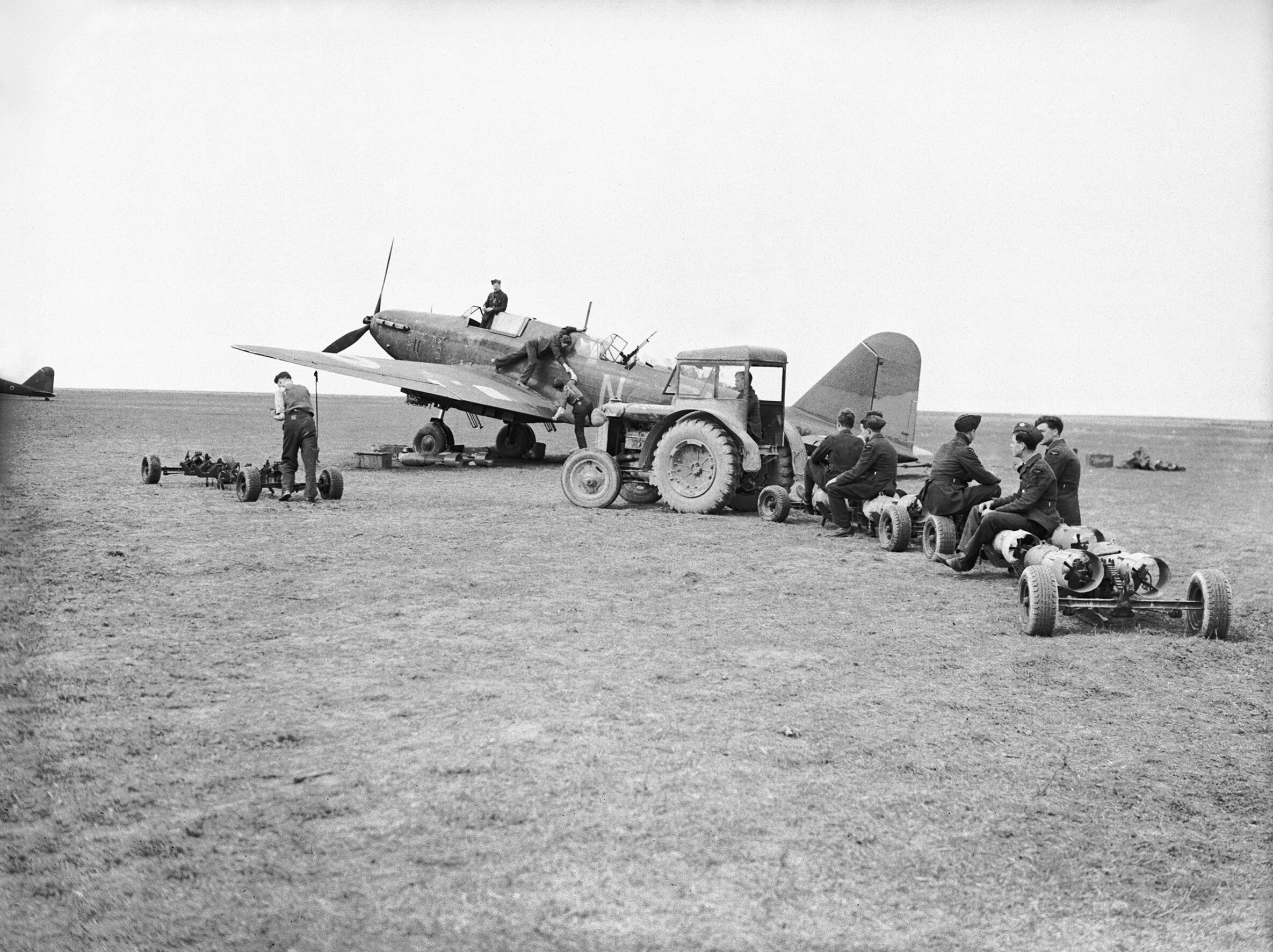
Podwieszanie bomb pod samolot Battle

Fairey Battle znajdował się wśród samolotów zachodnich sojuszników, które Polska usiłowała kupić w 1939 roku, lecz nie zostały one dostarczone przed wybuchem II wojny światowej. Stronie polskiej bardziej zależało na nowoczesnych samolotach myśliwskich, jednak Brytyjczycy z uwagi na własne niedobory oferowali ich tylko ograniczoną liczbę, natomiast 30 czerwca 1939 roku zaproponowali dostawę 100 bombowców Battle, co zostało zaaprobowane. Miały one zastąpić samoloty PZL.23 Karaś w pięciu 10-samolotowych eskadrach; pozostałe przewidziano do eskadry szkolnej i jako rezerwę. Należy zaznaczyć, że w porównaniu z Karasiem Battle był szybszy, zwrotniejszy i łatwiejszy w pilotażu. Po długotrwałym ustalaniu warunków kredytu, pierwsze dostawy były przewidziane w drugiej połowie sierpnia. W pierwszej transzy 36 samolotów miało być dostarczonych 8 kompletów podwójnych sterownic i 10 aparatów fotograficznych, a także brytyjskie bomby 500- i 250-funtowe oraz lżejsze.
22 sierpnia statek SS „Lassell” z 22 samolotami, w tym 7 Battle, wyruszył w kierunku Gdyni, lecz następnego dnia został zawrócony przez brytyjską Admiralicję z uwagi na zagrożenie utratą po wpłynięciu na Bałtyk w razie wybuchu wojny. Jeszcze pod koniec sierpnia wypłynął on do Konstancy w Rumunii, w celu dostarczenia tam samolotów dla Polski. Dla ich odbioru do Rumunii została skierowana 17–18 września grupa polskich lotników z 42. Eskadry Rozpoznawczej. „Lassell” dotarł 3 września do Gibraltaru, po czym z uwagi na przystąpienie Wielkiej Brytanii do wojny został zatrzymany do 7 września, aż do czasu sformowania konwoju. Dotarł on ostatecznie do Stambułu 18 września. Z uwagi jednak na sytuację militarną w Polsce – przede wszystkim inwazję ZSRR 17 września, dostawa samolotów dla Polski stała się niewykonalna i Brytyjczycy zdecydowali zatrzymać statek w Stambule i sprzedać samoloty Turcji. Drugi statek SS „Clan Menzies” z 15 samolotami wyruszył z Wielkiej Brytanii po 17 września. Dotarł on do Stambułu 28 września, lecz samoloty te również sprzedano Turcji. Trzecim statkiem transportującym 15 Battle miał być polski „Robur VIII”, lecz jego rejs został wstrzymany.
W lotnictwie polskim samoloty Fairey Battle zostały wprowadzone dopiero na uzbrojenie polskich dywizjonów bombowych w Wielkiej Brytanii: 300, 301, 304 i 305, jako ich pierwsze wyposażenie. Pierwsze loty bojowe na tych samolotach wykonały po trzy załogi dywizjonów 300 i 301 wieczorem 14 września 1940 roku na bombardowanie barek inwazyjnych w porcie Boulogne. Po udanym ataku samoloty wróciły bez uszkodzeń i strat.
Loty bojowe na samolotach Battle załogi polskich dywizjonów 300 i 301 wykonywały do końca października 1940 roku, a następnie przezbroiły się na Vickers Wellington. Oba dywizjony utraciły w lotach operacyjnych tylko po jednym samolocie Battle, a nadto po jednym w katastrofach. Dywizjony 304 i 305 używały natomiast Battle jedynie na etapie szkolenia, do listopada 1940 roku. W późniejszym okresie polscy piloci spotykali się z tym samolotem w szkołach lotniczych i innych jednostkach, gdzie byli uczniami, oblatywaczami czy też instruktorami.

### Inni użytkownicy

#### Turcja
O zakup bombowców Battle starała się przed wojną Turcja, jednakże sprzedaż czterech samolotów została w 1939 roku zablokowana przez rząd brytyjski. Dopiero między wrześniem a grudniem 1939 roku do Turcji zostało sprzedanych i dostarczonych drogą morską 29 bombowców, przeznaczonych pierwotnie dla Polski, a w maju 1940 roku dodatkowo jeden Battle Target Tug.

#### Grecja
Przed wojną samoloty Battle usiłowała kupić również Grecja, lecz pierwotna dostawa 9 sztuk została wstrzymana z powodu wybuchu wojny. Ostatecznie zezwolono na wysyłkę 12 samolotów, z których dotarło 11 w marcu 1940 roku (jeden został zatopiony wraz ze statkiem po drodze). Weszły w skład 33. Dywizjonu Bombowego i wzięły udział w walkach po ataku Włoch na Grecję w październiku 1940 roku.

#### Irlandia
Jeden brytyjski samolot ze Szkoły Obserwatorów Lotniczych nr 4, pilotowany przez polskiego pilota, został internowany 24 kwietnia 1941 roku w Irlandii po tym, gdy omyłkowo przekroczył granicę Irlandii Północnej i wylądował w Waterford. Został następnie przejęty przez Irlandzki Korpus Lotniczy i używany do 1946 roku pod numerem 92 do holowania celów.

### Egzemplarze w muzeach
Lista może nie być kompletna
- Battle Mk I w RAF Museum Hendon, Londyn, Wielka Brytania (odbudowany z dwóch wraków, częściowo zrekonstruowany)[42]
- Battle Mk I (nr R3950) w Musée Royal de l'Armée et d'Histoire Militaire, Bruksela, Belgia (samolot brytyjski, eksponowany z belgijskimi znakami i numerem 70)[43]
- Battle Bombing & Gunnery Trainer, nr R7384 w Canada Aviation and Space Museum w Ottawie/Rockcliffe, Kanada (z wieżyczką)[42]
- Battle Mk I (nr N2188) w South Australian Aviation Museum w Port Adelaide (w trakcie odbudowy, nie udostępniony – stan na 2020))[44]

## Opis

### Konstrukcja

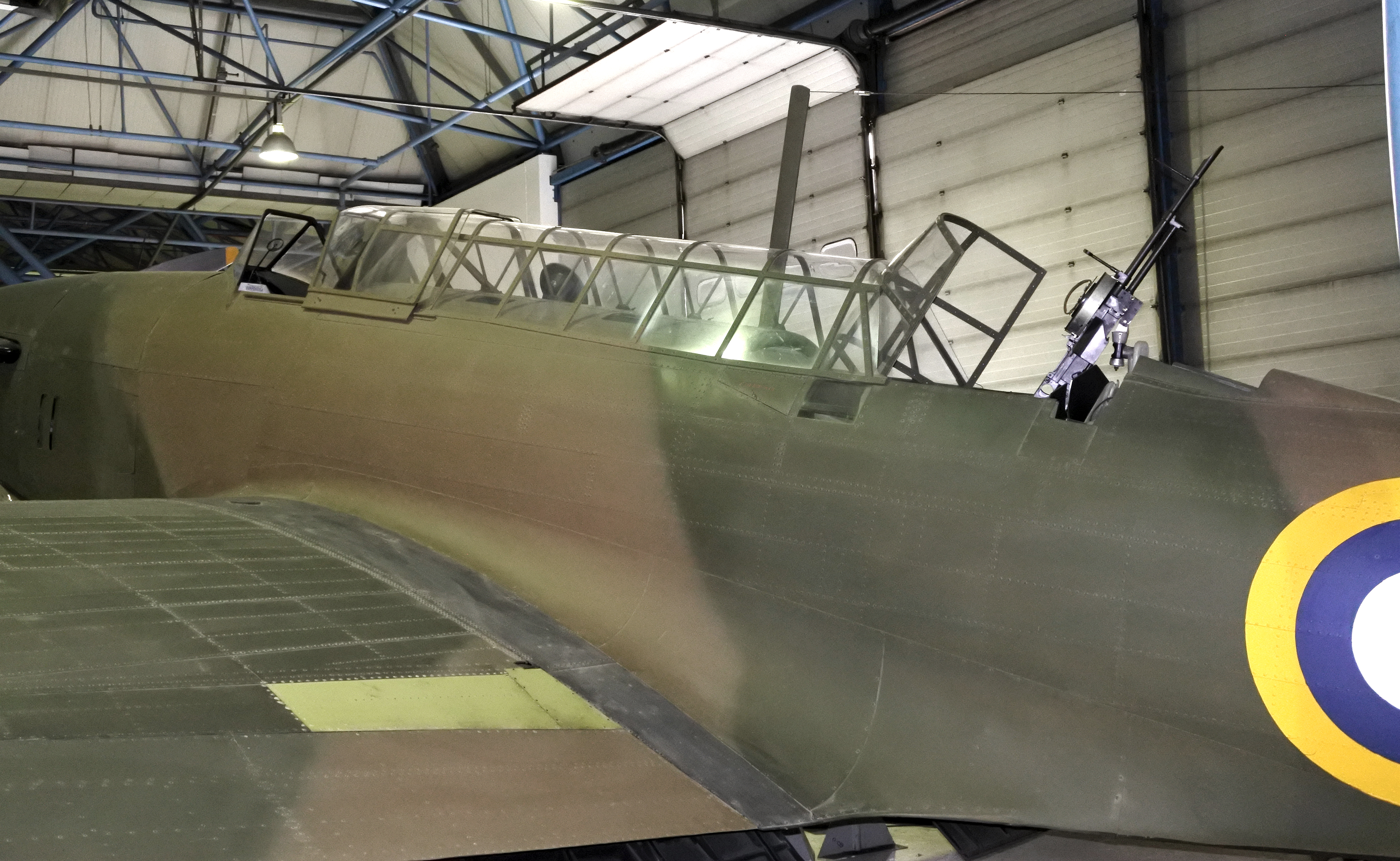
Kabina Battle w Muzeum RAF w Londynie

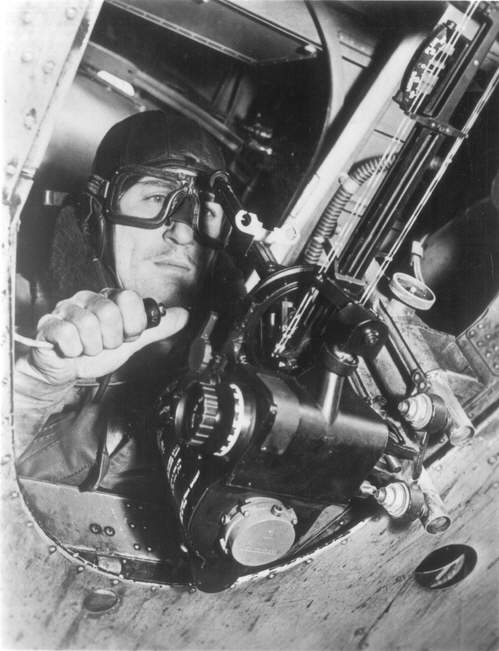
Bombardier w swoim luku przy celowniku bombowym

Karabin maszynowy Vickers K strzelca

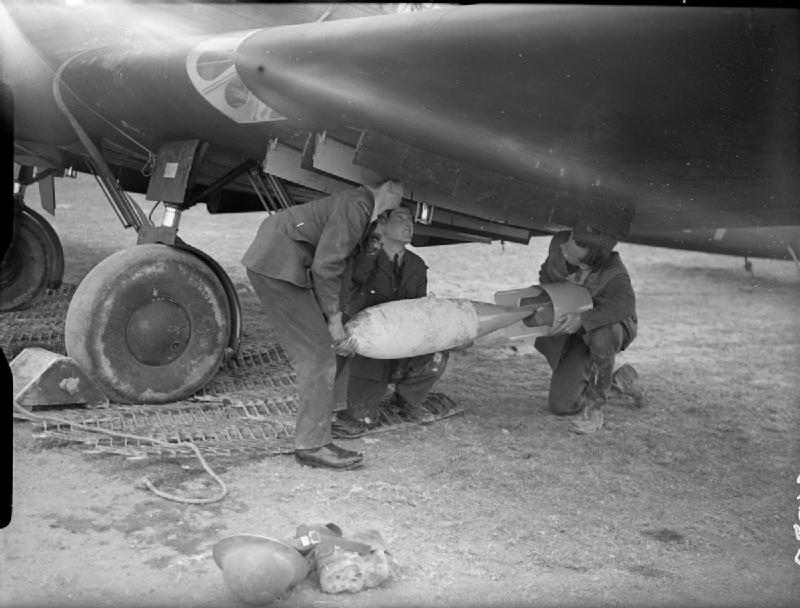
Podwieszanie bomby 250-funtowej w komorze bombowej

Fairey Battle był trzymiejscowym dolnopłatem o konstrukcji metalowej, półskorupowej, z pracującym pokryciem z blachy duraluminiowej. Kadłub o owalnym przekroju. Załoga składała się z pilota, bombardiera i strzelca-radiotelegrafisty, zajmujących miejsca jeden za drugim w kabinie przykrytej długą wspólną przeszkloną osłoną (określaną jako „szklarnia” – ang. glasshouse). Bombardier na stanowisku bojowym leżał w dole kadłuba (na wysokości skrzydeł), dysponując odsuwanym lukiem w podłodze do wysuwania celownika bombowego. Strzelec miał na prawej burcie radiostację, niżej kamerę do zdjęć pionowych, a z tyłu karabin maszynowy na rozkładanej podstawie słupkowej, chowany w kadłubie – w obrotowym stożku z wycięciem u góry, będącym przedłużeniem osłony kabiny. Siedzenie strzelca było obrotowe. Osłona kabiny pilota, z tłoczonego szkła organicznego, odsuwała się do tyłu. Tylna część osłony kabiny strzelca, zamknięta w locie, otwierała się do góry za plecy strzelca dla umożliwienia strzelania z karabinu maszynowego, osłaniając go przed strumieniem powietrza. W przedniej części kadłuba, do kabiny pilota – konstrukcja z rur stalowych, stanowiących łoże silnika. Pod silnikiem chłodnica cieczy chłodzącej (glikolu) w tunelu, wraz z chłodnicą oleju, a przed nią wlot powietrza do gaźnika.
Skrzydła trójdzielne (centropłat i części zewnętrzne), dwudźwigarowe, konstrukcji metalowej, pokryte blachą duraluminiową, o zaokrąglonych końcówkach. Centropłat połączony z kadłubem. Lotki pokryte płótnem. Skrzydła wyposażone w klapy. W krawędzi natarcia obu skrzydeł zewnętrznych zamontowane reflektory do lądowania za przezroczystą osłoną. Usterzenie klasyczne, o konstrukcji metalowej, stery pokryte płótnem.
Podwozie klasyczne, jednogoleniowe, z pojedynczymi kołami, chowane hydraulicznie w locie do skrzydeł w kierunku do tyłu. Koła po schowaniu częściowo wystawały na zewnątrz, osłonięte owiewkami z tyłu, stanowiąc ochronę kadłuba przy lądowaniu awaryjnym ze złożonym podwoziem. Rozstaw podwozia głównego wynosił 297 cm. Koła wyposażone były w hamulce Bendix. Opony Dunlop miały rozmiar 11.00-12 i średnicę 851 mm. Kółko ogonowe było stałe, z oponą Dunlop.

### Napęd, instalacje i osiągi
Napęd stanowił jeden silnik rzędowy w układzie V12 rodziny Rolls-Royce Merlin wersji Merlin I, II, III lub V. Merlin I rozwijał moc 1032 KM (759 kW), pozostałe miały podobną moc. Silnik uruchamiany rozrusznikiem elektrycznym. Silnik napędzał śmigło trójłopatowe metalowe, ciągnące, o zmiennym skoku (dwie pozycje) i średnicy 3810 mm. Stosowano śmigła firmy de Havilland D.I.S. 15 Type 5/4 (silnik Merlin I) i D.I.S. 14 Type 5/5 (Merlin II i III).
Cztery zbiorniki paliwa o pojemności łącznej 1329 l: dwa główne po 482 l w przykadłubowej części skrzydeł, jeden o pojemności 150 l w lewym skrzydle i jeden o pojemności 205 l w kadłubie. Zbiorniki pokryte masą samouszczelniającą przestrzeliny. Zbiornik oleju do smarowania silnika o pojemności 59 l w prawym skrzydle u nasady.
Samolot osiągał prędkość maksymalną 338 km/h (210 mph) na poziomie morza, 386 km/h (245 mph) na wysokości 10 tys. stóp (3048 m), największą – 414 km/h (257 mph) na wysokości 15 tys. stóp (4572 m) i 346 km/h (215 mph) na najwyższym pułapie operacyjnym 25 tys. stóp (7620 m). Prędkość przelotowa wynosiła 322 km/h (200 mph) na 16 tys. stóp (4877 m).
Zasięg wynosił 1770 km (1100 mil) przy prędkości przelotowej 322 km/h i 1046 km (650 mil) przy 414 km/h.

### Uzbrojenie i wyposażenie
Uzbrojenie strzeleckie stanowiły dwa karabiny maszynowe kalibru 7,7 mm (0,303 cala). Pilot obsługiwał stały karabin maszynowy Vickers zamontowany w prawym skrzydle, poza kręgiem śmigła, z zapasem amunicji 400 nabojów w taśmach, z prostym celownikiem (część publikacji podaje nowszy karabin maszynowy Colt-Browning tego samego kalibru). Strzelec dysponował ruchomym karabinem maszynowym Vickers K kalibru 7,7 mm na podstawie słupkowej, z zapasem 450 nabojów w pięciu talerzowych magazynkach. Pierwsze 27 samolotów było jeszcze wykonanych bez karabinu maszynowego strzelca. Część samolotów była modyfikowana w jednostkach po wybuchu wojny przez prowizoryczny montaż trzeciego ruchomego karabinu maszynowego Vickers K strzelającego w pewnym zakresie w dół przez dolny luk bombardiera.
Normalny udźwig bomb wynosił 454 kg (1000 funtów), maksymalny – 680 kg (1500 funtów). W czterech komorach bombowych w skrzydłach, na zewnątrz od podwozia, samolot mógł przenosić cztery bomby o masie do 113 kg (250 funtów). Wyrzutniki wysuwały się z komór bombowych w celu umożliwienia bombardowania z lotu nurkowego lub przenoszenia bomb o większym wagomiarze (do 500 funtów) lub gabarytach (jak bomba 250 funtów B2). Przy podwieszeniu bomb także na dwóch dodatkowo montowanych wyrzutnikach pod skrzydłami samolot mógł maksymalnie przenosić do 680 kg bomb, w postaci dwóch bomb o masie 226 kg (500 funtów) i dwóch o masie 113 kg (250 funtów) albo sześciu o masie 113 kg. Stosowano też bomby o wagomiarze 55 kg (120 funtów) i 50 kg (112 funtów RL Mk VIIc) oraz bomby głębinowe 226 kg, 113 kg i 45 kg. W komorach bombowych mogły też zostać podwieszone cztery zasobniki dla bomb małego wagomiaru. Samolot przenosił też standardowo dwie flary oświetlające (4.125 inch Mk I) w specjalnych komorach w skrzydłach. Do celów ćwiczebnych można było podwiesić 8 bomb dymnych na lekkich zaczepach pod skrzydłami.
Samoloty były wyposażone w radiostację nadawczo-odbiorczą TR112 z anteną rozpiętą nad kadłubem, między masztem a statecznikiem pionowym. Komunikacja między członkami załogi odbywała się za pomocą interkomu.